# Dipartimento di Santo Tomé
Santo Tomé è un dipartimento argentino, situato nella parte nord-orientale della provincia di Corrientes, con capoluogo Santo Tomé.
Esso confina con i dipartimenti di Ituzaingó, San Martín e General Alvear, con la provincia di Misiones e con la repubblica del Brasile.
Secondo il censimento del 2001, su un territorio di 7.359 km², la popolazione ammontava a 54.050 abitanti, con un aumento demografico del 24,65% rispetto al censimento del 1991.
Il dipartimento comprende 4 comuni: Garruchos, Gobernador Agrónomo Valentín Virasoro, José Rafael Gómez e Santo Tomé.